# Pave Gregor 15.
Pave Gregor 15. (født som Alessandro Ludovisi 9. januar eller 15. januar 1554 – 8. juli 1623) var pave fra år 1621 frem til sin død i 1623.